# Ола Брюнгільдсен
Ола Брюнгільдсен (норв. Ola Brynhildsen, нар. 27 квітня 1999, Берум) — норвезький футболіст, півзахисник клубу «Молде» та національної збірної Норвегії.

## Клубна кар'єра
Народився 27 квітня 1999 року в місті Берум. Вихованець футбольної школи клубу «Стабек». 22 жовтня 2017 року в матчі проти «Тромсе» він дебютував у Тіппелізі. 5 листопада в поєдинку проти «Одда» Ола забив свій перший гол за «Стабек».
У травні 2020 року Ола Брюнгілбдсен перейшов до складу «Молде».

## Виступи за збірні
2018 року дебютував у складі юнацької збірної Норвегії, взяв участь у 5 іграх на юнацькому рівні. З командою до 19 років зайняв п'яте місце юнацького чемпіонату Європи 2018 року, взявши участь у трьох іграх на турнірі.
2019 року з командою до 20 років поїхав на молодіжний чемпіонат світу.
Восени 2022 року у товариському матчі проти команди Ірландії Ола Брюнгільдсен дебютував у складі національної збірної Норвегії.

## Досягнення
- Володар Кубка Норвегії (1):

«Молде»: 2021-22
- Чемпіон Норвегії (1):

«Молде»: 2022